# Zosteretea marinae
Zosteretea marinae (Pign. 1953) – syntakson w randze klasy obejmujący zbiorowiska łąk podmorskich występujących zazwyczaj w strefie głębokości od około 2 do 10 m (czasem na mniejszych głębokościach).

## Charakterystyka
Do tej klasy zaliczane są światłolubne zbiorowiska „łąk podmorskich”. Występują one na niedużych głębokościach. Zbiorowiska te zazwyczaj są ubogie w gatunki roślin kwiatowych.
WystępowanieZbiorowiska należące do tej klasy występują w wielu miejscach na świecie i są często pospolite np. w Europie, Azji czy Ameryce Północnej. W Polsce fitocenozy należące do tej klasy stwierdzono w Bałtyku.
Charakterystyczna kombinacja gatunków
ChCl. : zostera morska (Zostera marina), zostera drobna (Zostera noltii)
Podkategorie syntaksonomiczne
W obrębie syntaksonu wyróżniany jest następujący rząd występujący w Polsce:
- Zosteretalia marinae